# Lévitation électrostatique

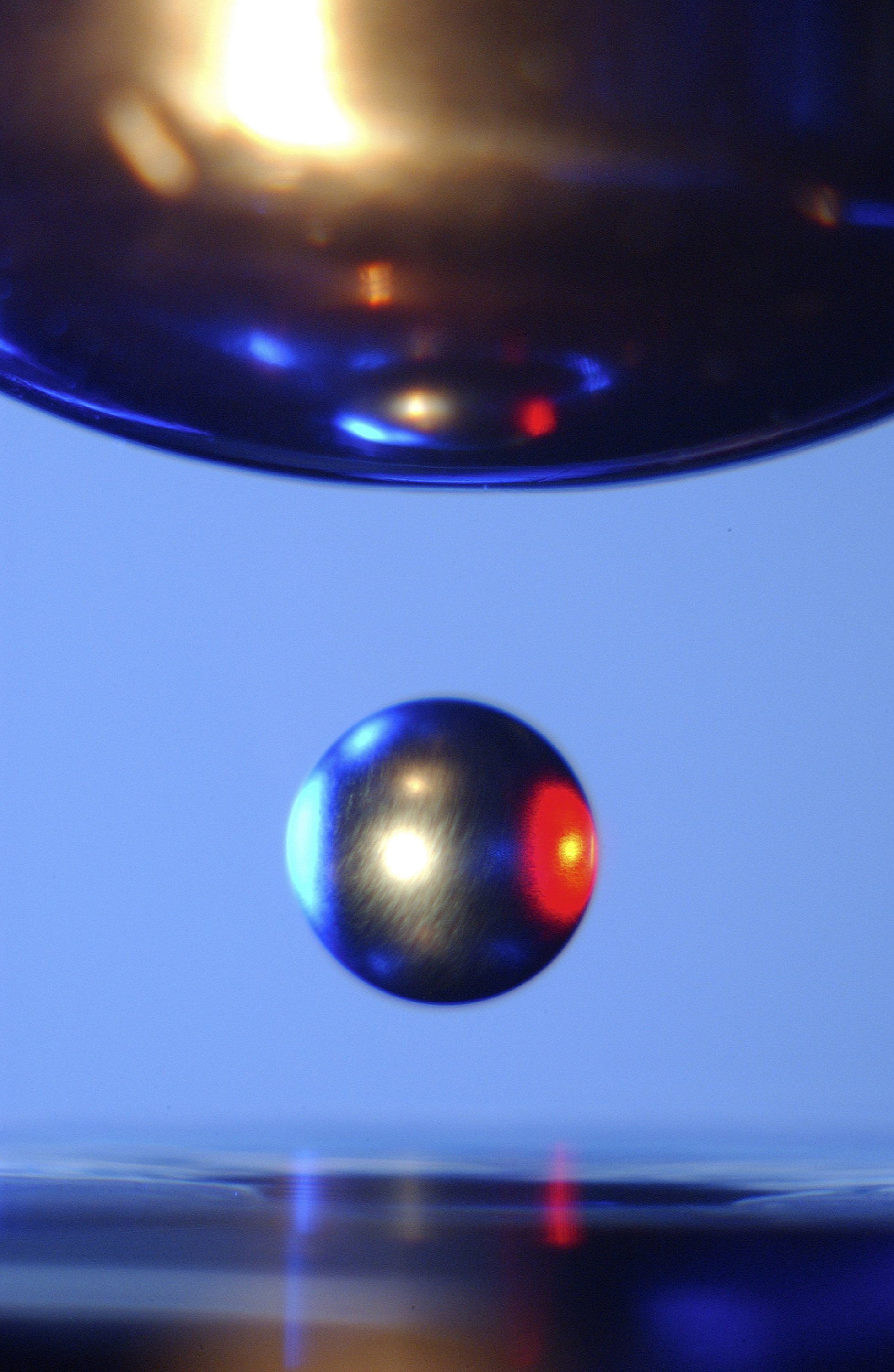
Exemple d'un alliage de titane-zirconium-nickel à l'intérieur de la chambre vide de lévitation électrostatique au Centre de vol spatial Marshall de la NASA.

La lévitation électrostatique est un processus utilisant un champ électrique pour faire léviter un objet chargé électriquement et contrer les effets de la gravité. Il a été utilisé, par exemple, dans l'expérience de la goutte d'huile de Robert Andrews Millikan et a été utilisé pour suspendre les gyroscopes du satellite Gravity Probe B pendant son lancement.
D'après le théorème d'Earnshaw, aucun arrangement statique de champs électrostatiques classiques ne peut faire léviter de manière stable une charge ponctuelle. Il existe un point d'équilibre où les deux champs s'annulent, mais ce point d'équilibre est instable. En utilisant des techniques de rétroaction, il est possible d'ajuster les charges pour obtenir une lévitation quasi statique. 

## Le théorème d'Earnshaw
L'idée d'instabilité des particules dans un champ électrostatique est né avec Samuel Earnshaw en 1839  et a été formalisé par James Clerk Maxwell en 1874 qui lui a donné le nom de "Théorème d'Earnshaw" et l'a démontré avec l'équation de Laplace. Le théorème d'Earnshaw explique pourquoi un système d'électron n'est pas stable et a été invoqué par Niels Bohr dans son modèle de l'atome de 1913 critiquant le modèle atomique de Thomson.
Le théorème d'Earnshaw stipule qu'une particule chargée électriquement en suspension dans un champ électrostatique est instable, parce que les forces d'attraction et de répulsion varient à un taux égal qui est proportionnelle à la loi en carré inverse et restent en équilibre chaque fois qu'une particule se déplace. Étant donné que les forces restent en équilibre, il n'y a pas d'inégalité fournissant une force de rappel, laissant la particule instable lui permettant de se déplacer librement sans restriction.  

## Lévitation
La première lévitation électrostatique a été réalisé par le Dr Won-Kyu Rhim au laboratoire JPL de la NASA en 1993. Un échantillon chargé de 2 mm de diamètre peut être lévité dans une chambre à vide entre deux électrodes placées verticalement, entouré d'un champ électrostatique. Le champ est contrôlé par un système de rétroaction pour maintenir l'échantillon en lévitation dans une position prédéterminée. Plusieurs exemplaires de ce système ont été réalisés à la JAXA et la NASA, et le système d'origine a été transféré à l'Institut de technologie de Californie avec une configuration améliorée.
Sur la lune, l'effet photoélectrique et les électrons du vent solaire chargent de fines couches de poussière lunaire à sa surface formant comme une "fontaine électrique",.